# Pablo Casado

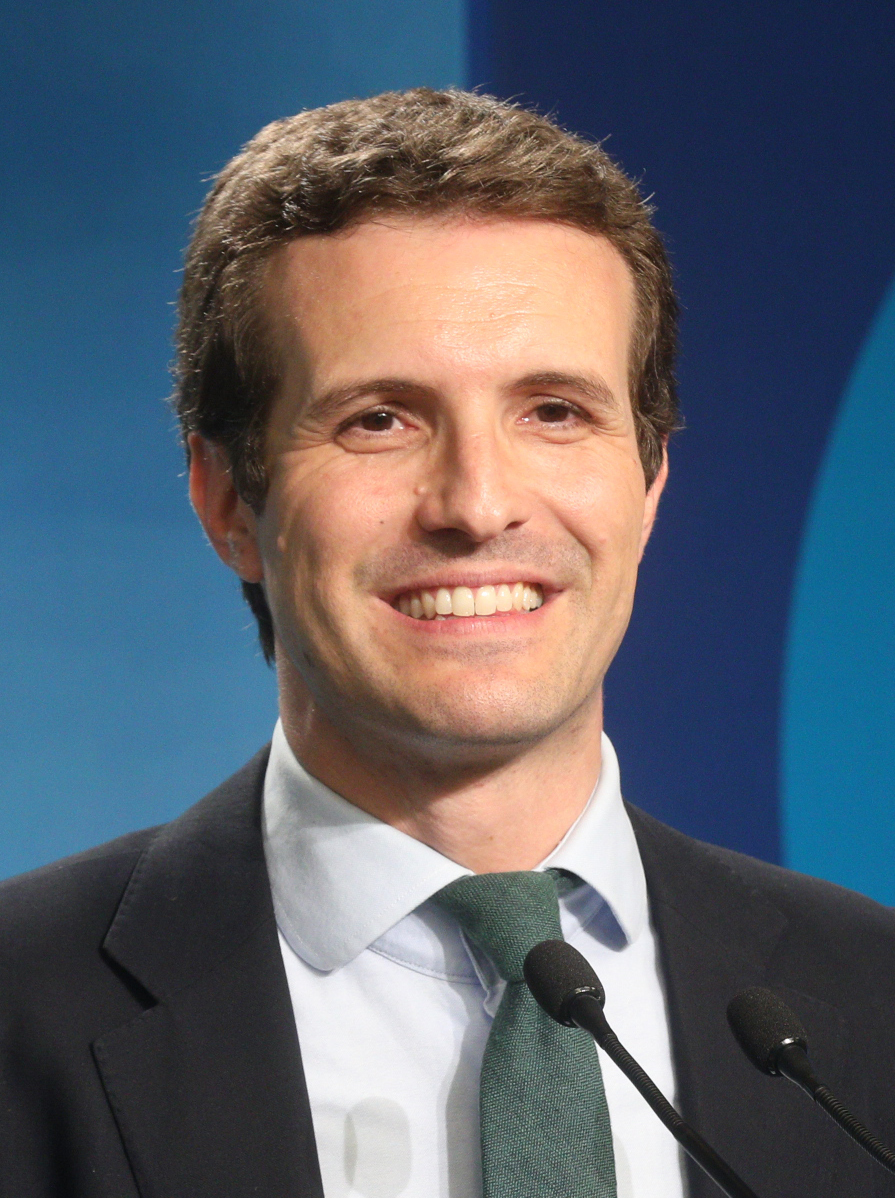
Pablo Casado (2018)

Pablo Casado Blanco (ˈpaβlo kaˈsaðo ˈβlaŋko; * 1. Februar 1981 in Palencia) ist ein spanischer Politiker (PP). Er war vom 21. Juli 2018 bis zum 2. April 2022  Vorsitzender des Partido Popular. Von 2015 bis 2018 war er stellvertretender Generalsekretär der Partei.

## Politischer Werdegang
Pablo Casado trat der Volkspartei (PP) 2003 bei, als er noch Student war.
Auf dem 19. außerordentlichen Parteitag des Partido Popular kandidierte Casado gegen die ehemalige stellvertretende Ministerpräsidentin Soraya Sáenz de Santamaría für das Amt des Parteivorsitzenden, nachdem der ehemalige Ministerpräsident Mariano Rajoy das Misstrauensvotum im Parlament verloren und seinen Rücktritt als Vorsitzender verkündet hatte. Bei der anschließenden Abstimmung gewann Casado die Wahl mit 1701 (57,2 %) gegenüber 1250 (42 %) Stimmen.
Mit den inneren Konflikten der Partei über die Frage einer erfolgreichen Oppositionsstrategie kristallisierte sich entgegen den ursprünglichen Erwartungen heraus, dass Casado nur eine Übergangslösung war. Am 1. und 2. April 2022 fand ein außerordentlicher Parteitag der PP statt, bei dem Casado zu einer Wiederwahl schon nicht mehr antrat, weil er nach dem Skandal um die Bespitzelung der populären Parteikollegin und Regionalpräsidentin von Madrid, Isabel Ayuso, jeglichen Rückhalt in der Partei verloren hatte. Am 2. April 2022 wurde Alberto Núñez Feijóo aus Galicien zum neuen Parteivorsitzenden gewählt. Zwei Tage später legte Casado auch seinen Abgeordnetensitz in den Cortes nieder.